# Ipiranga de Goiás
Ipiranga de Goiás là một đô thị thuộc bang Goiás, Brasil. Đô thị này có diện tích 241,464 km², dân số năm 2007 là 2757 người, mật độ 11,4 người/km².